# 영복여자중학교
영복여자중학교(榮福女子中學校)는 대한민국 경기도 수원시 팔달구 화서동에 있는 사립 중학교로, 1970년에 개교되었다.

## 학교 연혁
- 1969년 11월 18일 : 학교 법인 영복학원 설립 인가
- 1969년 11월 25일 : 초대 송영복 이사장 취임
- 1969년 12월 24일 : 4층 본관 (1,541평) 준공
- 1969년 12월 24일 : 영복여자중학교 설립인가(24학급)
- 1970년 3월 1일 : 초대 리화순 교장 취임
- 1970년 3월 5일 : 영복여자 중학교 개교
- 1973년 1월 18일 : 중학교 제1회 졸업
- 1984년 7월 27일 : 백산 기념관 준공
- 1986년 4월 26일 : 학생회관 준공
- 1987년 6월 19일 : 송영복 이사장 동상 제막
- 1995년 1월 7일 : 제4대 송충섭 이사장 취임
- 2005년 12월 6일 : 급식소 준공(666.7m2)
- 2024년 3월 1일 : 제13대 서예원 교장 취임

## 참고 자료
- 영복여자중학교 - 한국교육학술정보원 학교알리미